# Centro Internacional de Fisiología y Ecología de los Insectos
El Centro Internacional de Fisiología y Ecología de los Insectos (en inglés: International Centre of Insect Physiology and Ecology, Icipe) es un centro de investigación dedicado a la entomología con sede en la ciudad de Nairobi, Kenia. Su misión es desarrollar estrategias de manejo y control de algunos insectos para evitar crisis alimentarias, mitigar riesgos sanitarios y promover el desarrollo sustentable de los ecosistemas.
El proyecto fue concebido por el entomólogo keniano Thomas Risley Odhiambo y el químico estadounidense Carl Djerassi, quienes consiguieron el apoyo de 21 academias nacionales de ciencias para iniciar las operaciones 7 de abril de 1970 en el Campus Chiromo de la Universidad de Nairobi. El mismo Odhiambo fue elegido como primer director general y ejerció el cargo hasta 1994. Le sucedieron en el cargo el suizo Hans Rudolf Herren (1995-2005), el alemán Christian Borgemeister (2005-2013) y, desde el 1 de noviembre de 2013, la fitopatóloga etíope Segenet Kelemu, ganadora del Premio L'Oréal-UNESCO a Mujeres en Ciencia 2014.

## Investigadores notables
- Thomas Risley Odhiambo, primer director general y fundador de la Academia Africana de Ciencias.[6]
- Hans Rudolf Herren, segundo director general y ganador del Premio Mundial de Alimentación 1995.[7]
- Segenet Kelemu, cuarta directora general y ganadora del Premio L'Oréal-UNESCO a Mujeres en Ciencia 2014.[8]
- Zeyaur Khan, ganador del premio de la Academia Mundial de Ciencias 2011 en el rubro de Ciencias Agrícolas (junto a Segenet Kelemu).[9]